# Allococalodes
Allococalodes Wanless, 1982 è un genere di ragni appartenente alla famiglia Salticidae.

## Etimologia
Il nome del genere è composto dall'aggettivo greco ἂλλος, -η, -ο, àllos, -e, -o, che significa diverso, differente, a causa di alcune piccole differenze nei caratteri morfologici con il genere Cocalodes.

## Distribuzione
Le 3 specie note di questo genere sono endemiche della Nuova Guinea..

## Tassonomia
A maggio 2010, si compone di tre specie:
- Allococalodes alticeps Wanless, 1982[2] — Nuova Guinea
- Allococalodes cornutus Wanless, 1982 — Nuova Guinea
- Allococalodes madidus Maddison, 2009 — Nuova Guinea